# District de Rostrenen
Le district de Rostrenen est une ancienne division territoriale française du département des Côtes-du-Nord de 1790 à 1795.
Il était composé des cantons de Rostrenen, Bothoa, Botmel, Carnot, Laniscat, Maël Carhaix, Mellionnec et Tréogan.